# Republika rad
Republika rad je název komunistických států řízených dělnickými radami po vzoru ruských sovětských republik a sovětů.
Tento název se používal pouze krátce po ruské říjnové revoluci 1917 v představě šířící se proletářské revoluce jako počátek světové revoluce. Tyto dočasné revoluční kvazistáty však byly všechny po několika týdnech až měsících vojensky potlačeny. V případě republik Sovětského svazu se ustálilo použití přídavného jména „sovětská“ a ve většině jazyků se stalo pravidlem ruské slovo sovět jako „rada“ nepřekládat, což není případ např. polštiny a ukrajinštiny, které „sovětský“ překládají jako radziecki a радянський.
Později se státy s komunistickým režimem podle vzoru Sovětského svazu označují jako socialistické a užívají v názvu nejčastěji socialistická republika, lidová republika nebo demokratická republika.
„Republiky rad“ chronologicky dle vzniku:
- Sovětská republika Nargen (20. prosince 1917 – 23. února 1918)
- Finská socialistická dělnická republika (27. února 1918 – 29. května 1918)
- Maďarská republika rad (21. března 1918 – začátek srpna 1919)
- Alsaská republika rad (10. listopadu 1918 – 22. listopadu 1918)
- Brémská republika rad (10. ledna 1919 – 4. února 1919)
- Bavorská republika rad (7. dubna 1919 – 3. května 1919)
- Slovenská republika rad (16. června 1919 – 7. července 1919)
- Haličská sovětská socialistická republika (8. června 1920 – 21. září 1920)
- Perská socialistická sovětská republika (červen 1920 – září 1921)